# 川上光彦
川上 光彦（かわかみ みつひこ、1947年 - ）は、日本の都市学者、金沢大学名誉教授。工学博士。石川県都市計画審議会会長、金沢市商業環境調整審議会会長、金沢市まちづくり専門員、富山県都市計画審議会委員など多数歴任。NPO法人金澤町家研究会理事長。

## 経歴
1947年金沢市生まれ。1970年京都大学工学部建築学科卒業、1972年京都大学大学院工学研究科修士課程建築学専攻修了。
金沢大学工学部助教授、金沢大学理工研究域環境デザイン学系教授を経て2013年退職により現職。
著書に『まちづくりの戦略―21世紀へのプロローグ 』（共編著、山海堂）、『人口減少時代の土地利用計画』（共編著、学芸出版社）、『都市計画（第2版）』（森北出版）『地方都市における中心市街地の再活性化』（編著、日本建築学会研究協議会資料）、『地方都市の再生戦略』（編著）『地域共生のまちづくり』（分担、学芸出版社）など。